# Fløjtekvartet
En fløjtekvartet er et kammerensemble, hvori der indgår mindst en tværfløjte. De udgøres normalvis af en af følgende to sammensætninger: en fløjte, en violin, en bratsch og en cello; eller fire fløjter. Den sidstnævnte konstellation findes oftest i disse tre særskilte former:
- en gruppe af fire C-fløjter; eller
- en gruppe af tre C-fløjter og en altfløjte; eller
- en gruppe bestående af to C-fløjter, en alt- og en basfløjte (denne sidste gruppering er den nærmest sammenlignelige med en strygekvartet).

| Musik | Spire Denne musikartikel er en spire som bør udbygges. Du er velkommen til at hjælpe Wikipedia ved at udvide den. |